# Photoquai
Photoquai [fɔtoke]IPA je festival fotografie v Paříži, který se koná každé dva roky na přelomu září a října. Biennale organizuje Musée du quai Branly od roku 2007 a je věnováno mimoevropské fotografii. S muzeem spolupracují i další instituce jako velvyslanectví (Austrálie, Brazílie), Čínské kulturní centrum, Polský kulturní institut, Cité de l'architecture et du patrimoine, Galerie nationale du Jeu de Paume, Maison européenne de la photographie nebo Francouzská národní knihovna. Třetí ročník se bude konat od 13. září do 11. listopadu 2011. Název je složeninou francouzských slov la photo (fotografie) a le quai (nábřeží).
Výstava je rozdělena do oblastí Jižní a latinská Amerika, Severní Amerika, Asie (Japonsko, Jižní Korea, jihovýchodní Asie, Indie, Čína a Kavkaz), Oceánie (Austrálie, Nový Zéland), Afrika (jižní a střední Afrika a Maghreb), Blízký a Střední východ.